# Уизенант, Джон
Джон Уизенант (англ. John Whisenant; род. 1945, Гор, Оклахома) — американский баскетбольный тренер и предприниматель. После работы с вузовскими и молодёжными любительскими командами тренировал клуб мужской профессиональной Международной баскетбольной лиги «Нью-Мексико Слэм», а позже клубы Женской НБА «Сакраменто Монархс» и «Нью-Йорк Либерти». Чемпион ЖНБА 2005 года с «Сакраменто Монархс», тренер года Женской НБА в том же сезоне.

## Биография

### Происхождение и студенческие годы
Уизенант окончил среднюю школу в небольшом городе Гор, где его дед, а затем отец, тренировали школьную баскетбольную команду. Высшее образование получил в Государственном колледже Коннорса (англ. Connors State College) в городе Уорнере в этом же штате. В выступлениях за баскетбольную сборную колледжа набирал в среднем по 20,1 очка за игру и одновременно был лидером бейсбольной команды вуза с показателем отбивания 0,377. Окончив колледж со степенью младшего специалиста (англ. Associate), поступил в Университет штата Нью-Мексико, продолжив учёбу на бакалавра физического воспитания. В команде Университета штата Нью-Мексико Уизенант, выступавший на позиции защитника, быстро стал игроком стартовой пятёрки, а последний год учёбы — и лучшим бомбардиром с результатом 13,1 очка за игру.

### Работа с вузовскими и юношескими командами
По окончании Университета Нью-Мексико получил степень магистра в Питтсбургском университете, после чего начал карьеру баскетбольного тренера. Первым местом, где тренировал Уизенант, стал Коффивиллский общественный колледж, где он был помощником главного тренера и за время работы с командой одержал 48 побед при 8 поражениях. После этого уже в качестве главного тренера он работал со сборной Начального колледжа Западной Аризоны (англ. Arizona Western College). На этом посту он провёл четыре сезона с балансом побед и поражений 97-30, трижды выиграв в турнирах местной лиги.
По окончании работы в Аризоне Уизенант перешёл в Университет Нью-Мексико на пост помощника главного тренера и оставался там до конца сезона 1978/79. В этом качестве он работал с тренером Нормом Элленбергером и добился наиболее значительных успехов в истории баскетбольной сборной университета, который в 1978 году входил в первую четвёрку в национальной иерархии, а также дважды выиграл чемпионат Западной спортивной конференции. К моменту ухода из Университета штата Нью-Мексико вузовские команды, которые тренировал Уизенант, одержали 282 победы при 102 поражениях (73,4 % побед).
Вскоре после ухода Уизенанта в частный бизнес (он занялся строительными подрядами, торговлей коммерческой недвижимостью и организацией конных соревнований), тренерский штаб Университета штата Нью-Мексико оказался в центре скандала. Было установлено, что тренеры подделывали информацию об игроках, чтобы позволить им выступать за сборную вуза. Уизенант был признан виновным по 12 пунктам обвинения в подделке официальных документов, Элленбергер — по 22, а третий тренер, Манни Голдстин, — по 8. После этого Уизенант долгое время не возвращался к профессиональной тренерской карьере. В 1990-е годы тренировал юниорские и молодёжные команды Любительского спортивного союза, где играл его сын Джастин (один из пятерых детей от жены Джойс, с которой Уизенант проживал в Альбукерке). Результатом тренерской работы с командами стали 176 побед при 16 поражениях и одна победа в национальном первенстве.

### Профессиональный баскетбол
С 1989 года Уизенант выступал в качестве консультанта в кампании семейства Малуф, пытавшегося добиться перевода в Сакраменто клуба НБА; кампания увенчалась успехом десятилетием позже, когда появился клуб «Сакраменто Кингз». В 1999 году Уизенант был назначен главным тренером клуба «Нью-Мексико Слэм», игравшего в мужской профессиональной Международной баскетбольной лиге. Со «Слэм» он провёл один полный сезон и часть второго, после чего расстался с командой из-за расхождений по поводу условий контракта; вскоре после этого лига прекратила своё существование. За время работы со «Слам» Уизенант одержал в МБЛ 51 победу при 35 поражениях.
По ходу сезона 2003 года Уизенант был приглашён занять пост главного тренера клуба Женской НБА «Сакраменто Монархс», также принадлежавшего семейству Малуф. Клуб испытывал трудности, но после прихода Уизенанта выиграл 12 матчей из последних 16 в регулярном сезоне и пробился в плей-офф. В межсезонье Уизенант был назначен его генеральным менеджером. Он пытался заключить контракт с тренировавшим женскую сборную Университета Нью-Мексико Доном Фланаганом, но переговоры были безуспешными, и в итоге Уизенант продолжил тренировать «Монархс» сам. Сезон 2004 года «Сакраменто» закончил с положительной разницей побед и поражений (18-16) и вновь попал в плей-офф, а в 2005 году завоевал чемпионское звание. По итогам этого сезона Уизенант был также признан тренером года Женской НБА.
После успеха в 2005 году Уизенант остался главным тренером «Сакраменто» ещё на год, однако затем покинул его по семейным обстоятельствам. В течение семи месяцев скончались его мать и отец, и он не находил в себе сил тренировать. Он ненадолго вернулся на пост главного тренера в сезоне 2009 года, в общей сложности выиграв с «Монархс» 75 матчей при 54 поражениях (61,2 % побед — на тот момент третий результат в истории лиги). В 2011 году Уизенант возглавил другой клуб Женской НБА, «Нью-Йорк Либерти», как генеральный менеджер и главный тренер. На посту главного тренера он сменил Энн Донован, работавшую с «Нью-Йорком» с 2009 года.
В свой первый сезон с «Либерти» Уизенант одержал 19 побед при 15 поражениях и вывел клуб в плей-офф. Следующий сезон прошёл для клуба менее удачно: он снова сумел пробиться в плей-офф, но по сумме двух лет баланс побед и поражений в регулярном сезоне стал равным — 34-34. После этого Уизенанта сменил в должности главного тренера Билл Лэймбир, до этого тренировавший «Детройт Шок», с которым завоевал три звания чемпиона Женской НБА и титул тренера года в 2003 году. По окончании работы в Женской НБА Уизенант вернулся к торговле недвижимостью в Альбукерке.

## Особенности тренерского стиля
С 1970-х годов Уизенант прививал своим командам специфический стиль игры в обороне, в Женской НБА ставший известным как «белая линия». Это была схема игры, при которой защитницам отводились позиции на площадке, с которых они могли прийти на помощь товарищу по команде, если игрок противоположной стороны обводила её с помощью дриблинга. Таким образом команды Уизенанта вынуждали соперниц атаковать кольцо с джамп-шота. Жёсткая дисциплина в командах Уизенанта позволяла им слаженно и эффективно разыгрывать эту схему обороны. Его система была сопряжена с увеличением физической нагрузки на игроков, что в «Сакраменто Монархс» привело к сокращению времени, проводимого на площадке лидерами команды, чтобы эта нагрузка распределялась более равномерно.